# Сањин свет: деца и аутизам
Сањин свет : деца и аутизам је једна од четири сликовнице објављена у едицији "Посебни пријатељи", аутора Горана Марковића. Књига је објављена у издању "Пчелица издаваштва" из Чачка 2019. године. Аутор илустрација је Алекса Јовановић.

## О књизи
Као и остале три књиге из едиције "Посебни пријатељи" које су осмишљене са циљем да помогну деци да разумеју и прихвате другове који имају одређене тешкоће у развоју. Све књиге, као и Сањин свет : деца и аутизам обрађују једну од тема из угла инклузивног образовања. Значај ових књига се огледа у развијању емпатије и толеранције према деци која су само наизглед другачија од својих вршњака.
Сањин свет : деца и аутизам је богато илустрована. У књизи упознајемо мацу Аву и њену посебну другарицу Сању, која је иста као остала деца, али је често у свом свету.

## Ликови
- девојчица Сања
- маца Ава

## Награде
Књига Сањин свет : деца и аутизам, као и остале три књиге из едиције "Посебни пријатељи" су награђене од Удружења ликовних уметника примењених уметности и дизајнера Србије за најбољу дечју едицију у 2019. години.